# Поганці (фільм, 2021)
Поганці (англ. The Misfits) — американський пригодницький бойовик 2021 року. Режисер Ренні Гарлін; сценаристи Роберт Генні та Курт Віммер. Продюсери Дін Елтіт й Пірс Броснан. Світова прем'єра відбулася 11 червня 2021 року; прем'єра в Україні — 17 червня 2021 року.

## Зміст
Річард Пейс — спритний міжнародний злодій і йому до снаги навіть федеральна в'язниця суворого режиму. Одначе його безстрашна втеча та гонитва закінчуються тим, що Пейса спіймала група сучасних «Робін Гудів». Вони пропонують Річарду об'єднатися — заради «крадіжки століття» — викрадення мільйонів золотих зливків, котрі зберігаються в одній з найбезпечніших в'язниць на планеті, яку очолює шахрай-бізнесмен Шульц.
Шульц займається фінансуванням світових терористських груп.

## Знімались
- Пірс Броснан — Річард Пейс
- Тім Рот — Шульц
- Нік Кеннон — Рінго
- Джеймі Чон — Вайолет
- Герміона Корфілд — Гоуп
- Майк Анджело — Вік
- Самер аль-Масрі — Гассан